# Rieti IAAF Grand Prix 2009
Rieti IAAF Grand Prix 2009 – mityng lekkoatletyczny, który rozegrano 6 września we włoskim miasteczku Rieti. Zawody zaliczane były do cyklu World Athletics Tour i posiadały rangę Grand Prix IAAF.

## Rezultaty

### Mężczyźni
| Konkurencja        | 1. miejsce                       | 1. miejsce | 2. miejsce        | 2. miejsce | 3. miejsce               | 3. miejsce |
| ------------------ | -------------------------------- | ---------- | ----------------- | ---------- | ------------------------ | ---------- |
| 100 m              | Asafa Powell                     | 9,99       | Nesta Carter      | 10,08      | Simeon Williamson        | 10,18      |
| 200 m              | Wallace Spearmon                 | 20,27      | Nickel Ashmeade   | 20,54      | Brendan Christian        | 20,57      |
| 400 m              | Robert Tobin                     | 45,30      | David Neville     | 45,39      | William Collazo          | 45,44      |
| 800 m              | David Lekuta Rudisha             | 1:42,01    | Alfred Kirwa Yego | 1:42,67    | Mbulaeni Mulaudzi        | 1:42,86    |
| 1500 m             | William Biwott                   | 3:33,00    | Leonel Manzano    | 3:33,33    | Geoffrey Kipkoech Rono   | 3:33,59    |
| 3000 m             | Joseph Kitur Kiplimo             | 7:31,20    | Sammy Alex Mutahi | 7:31,41    | Edwin Cheruiyot Soi      | 7:31,48    |
| 110 m przez płotki | Dwight Thomas                    | 13,36      | Maurice Wignall   | 13,48      | Jackson Quiñónez         | 13,49      |
| Skok o tyczce      | Wiktor Czistiakow Maksym Mazuryk | 5,52       |                   |            | Derek Miles Jeremy Scott | 5,37       |
| Trójskok           | Leevan Sands                     | 16,77 -0,8 | Arnie David Girat | 16,67 -2,3 | Momcził Karailiew        | 16,61 -1,0 |

### Kobiety
| Konkurencja           | 1. miejsce             | 1. miejsce | 2. miejsce           | 2. miejsce | 3. miejsce               | 3. miejsce |
| --------------------- | ---------------------- | ---------- | -------------------- | ---------- | ------------------------ | ---------- |
| 100 m                 | Shelly-Ann Fraser      | 11,18      | Sherone Simpson      | 11,37      | Gloria Asumnu            | 11,52      |
| 200 m                 | Kerron Stewart         | 22,62      | Shericka Williams    | 22,69      | Debbie Dunn              | 22,73      |
| 1500 m                | Lisa Dobriskey         | 4:01,23    | Maryam Yusuf Jamal   | 4:01,29    | Shannon Rowbury          | 4:03,46    |
| 3000 m                | Sylvia Jebiwott Kibet  | 8:43,93    | Kalkidan Gezahegne   | 8:44,33    | Mercy Cherono            | 8:44,67    |
| 3000 m z przeszkodami | Ruth Bisibori Nyangau  | 9:13,92    | Milcah Chemos Cheywa | 9:21,81    | Gladys Jerotich Kipkemoi | 9:22,42    |
| 100 m przez płotki    | Brigitte Foster-Hylton | 12,78      | Nickiesha Wilson     | 12,84      | Damu Cherry              | 13,15      |
| Skok wzwyż            | Irina Gordiejewa       | 1,97       | Chaunté Howard Lowe  | 1,94       | Wiktoria Klugina         | 1,91       |
| Skok w dal            | Irina Mieleszyna       | 6,91 +1,2  | Tatjana Lebiediewa   | 6,85 +2,5  | Olga Kuczerienko         | 6,77 +1,4  |
| Rzut dyskiem          | Yarelis Barrios        | 64,95      | Żaneta Glanc         | 62,81      | Dani Samuels             | 61,60      |